# Georg Wensel Nieswaag
Georg Wensel Nieswaag (Groningen 16 augustus 1903 - Amsterdam, 4 januari 1976) was een Nederlands oorlogsmisdadiger. Hij was chauffeur en in die hoedanigheid was hij in de bezettingstijd in vaste dienst bij de Sicherheitsdienst (SD) op het Scholtenhuis in Groningen van 1943 tot en met 1945. 
Nieswaag ging niet uitsluitend als SD-chauffeur mee als de SD uitrukte, maar deed actief mee aan razzia's en huiszoekingen. Na de oorlog staat hij samen met Oomke Bouman terecht voor de moorden op mr. J.F.S. Domela Nieuwenhuis Nyegaard en gemeenteopzichter J. Ramaker.
De Nieuwe provinciale Groninger courant van 1 april 1947 vermeldt dat Nieswaag aanwezig was bij de razzia's, onder andere in Bedum, en bij de moord op Klaas Havinga door SD-agent Jan Ale Visser op 25 april 1944 als vergelding op de door het verzet gepleegde moord op Reijer, luitenant van de staatspolitie. In de Heerenveensche Koerier van 31 oktober 1947 worden Bouman en Nieswaag 'Silbertannemoordenaars' genoemd.

## Personalia
Hij was getrouwd met Johanna Prins uit Veendam. Ze trouwen op 16 oktober 1924 in Groningen. Een oudere broer van Georg Wensel, Andreas Nieswaag (1893), treedt op als zijn getuige.

## Moord op mr. Domela Nieuwenhuis Nyegaard
Op 25 september 1944 rijdt de op dat moment 43-jarige SD-chauffeur Nieswaag met Jozef Kindel en Oomke Bouman richting de Kleine Pelsterstraat. De groep van het Scholtenhuis dringt onder leiding van Kindel langs een achteruitgang van de Rotterdamsche Bank de woning van mr. J.F.S. Domela Nieuwenhuis Nyegaard binnen om hem te arresteren Nieswaag blijft op de eerste verdieping staan, Kindel gaat door naar het kantoor van Domela Nieuwenhuis. Die slaagt erin te vluchten na een worsteling. Als hij de trap afrent, loopt hij regelrecht in de armen van Nieswaag. Nieswaag beweert tijdens het proces Domela Nieuwenhuis neer te schieten "puur uit zenuwachtigheid'. Kindel verklaart dat Nieswaag pas schoot nadat hij zijn naam had geroepen en riep dat hij Domela Nieuwenhuis moest tegenhouden. Ook oorlogsmisdadiger Jan Ale Visser was bij de moord betrokken. Volgens mevrouw Domela Nieuwenhuis had hij hun kinderen honend gezegd "Een mooie vader hebben jullie gehad." 
Bouman posteerde zich vervolgens in de woning van Domela Nieuwenhuis en toen Reinder Paul (Bob) Houwen, een vriend van mr. Domela Nieuwenhuis bij de woning aanbelde voor een bezoekje, heeft hij Houwen beschoten en geraakt in zij, rug en been. Houwen overleeft het. 

## Moord op opzichter Ramaker
Op 19 januari 1945 rijdt Nieswaag met enkele SD'ers waaronder Oomke Bouman en Kindel naar de Diephuisstraat. Tijdens een korte woordenwisseling tussen Bouman en Ramaker werd tegen de laatste gezegd dat hij naar de Gemeentewerken moest gaan. Vervolgens klonken er schoten. Volgens een aantal collega-stratenmakers (krant) had de vader van Bouman, een stratenmaker, moeilijkheden gehad met Ramaker en had deze zich uitgelaten met een uitspraak in de geest van "we krijgen ze wel". Bouman verklaart hierover dat ze niet kwamen om Ramaker te doden, maar om hem te arresteren namens dr. Ernst Knorr. 
Ramaker werd met drie schoten omgebracht. In eerste instantie beschuldigen Nieswaag en Bouman elkaar ervan het eerste schot te hebben gelost. Bouman verklaart dat Nieswaag met twee vuurwapens drie keer vlak achter elkaar schoot. Nieswaag vertelt echter dat Bouman twee keer schoot en dat hijzelf één keer heeft geschoten, maar dat hij dat had gedaan om zijn moeder te helpen, die was vastgehouden. Nieswaag zegt tegenstrijdige dingen, hij beroept zich op 'Befehl', zegt dat hij geen dienst had en verklaart ook dat hij op het laatste moment probeerde er overheen te schieten, maar dat het toen al te laat was.  Later verklaart Nieswaag niet te hebben geschoten.

## Proces en veroordeling
Op 14 april 1947 werd hij door het Bijzonder Gerechtshof Leeuwarden (Groningen Kamer) tegelijk met Bouman tot de doodstraf veroordeeld vanwege samenwerking met de SD, de doodslag op Domela Nieuwenhuis en de moord op Ramaker. Beiden gingen in cassatie. Op grond van geestelijke minderwaardigheid besloot prof. Langemeyer een psychiatrisch rapport in te winnen over Georg Wensel. 
De Bijzondere Raad van Cassatie verwierp op 26 november 1947 het beroep van Bouman, die een aantal moorden beging, zodat zijn doodvonnis gehandhaafd bleef. Nieswaag, in eerste instantie ook ter dood veroordeeld, zag zijn vonnis van 14 april veranderd in een levenslange gevangenisstraf vanwege zijn geringe verstandelijke ontwikkeling en verzachtende omstandigheden. Hij werd uiteindelijk vervroegd vrijgelaten en stierf in 1976 in Amsterdam.